# White Noise (píseň, Linkin Park)
White Noise je píseň amerických hudebníků Chestera Benningtona, Davea Farrella, Joea Hahna a Mika Shinody ze skupiny Linkin Park a Aleca Pura ze skupiny Deadsy, která byla vydána 17. října 2014 u společností Warner Records a Machine Shop Records.
Píseň byla vydána v rámci propagace amerického dramatického filmu Mall z roku 2014, natočeného podle stejnojmenného románu Erica Bogosiana. Píseň je jednou ze čtyř nevydaných demoverzí skupiny, které byly zařazeny na původní filmový soundtrack.

## Seznam skladeb
| Digitální stažení | Digitální stažení | Digitální stažení |
| Pořadí            | Název             | Délka             |
| ----------------- | ----------------- | ----------------- |
| 1.                | "White Noise"     | 3:05              |

## Zveřejnění
| Místo       | Datum          | Formát            | Vydavatelství                        |
| ----------- | -------------- | ----------------- | ------------------------------------ |
| Celosvětově | 17. října 2014 | Digitální stažení | Warner Records, Machine Shop Records |